# Борисов, Пётр Ф.
Пётр Ф. Борисов (1811 ― не ранее 1832) — русский поэт-самоучка.

## Биография
Родился в семье зажиточного крестьянина в с. Лопасня Серпуховского уезда Московской губернии. Грамоте выучился у местного дьякона; по книгам знакомого крестьянина рано начал заниматься самообразованием. К 15-и годам ознакомился с произведениями М. В. Ломоносова, А. П. Сумарокова, М. М. Хераскова, Г. Р. Державина, В. А. Жуковского, И. И. Дмитриева. Уговорив родителей отпустить его учиться, в феврале 1826 года вместе с сестрой приехал в Москву. В поисках покровительства отправился к И. И. Дмитриеву; показав ему свои произведения (стихотворение «Эхо», стихотворение в прозе «О любви к отечеству»), Борисов выразил горячее желание учиться словесности (из стихотворных размеров он знал только ямб и хорей), а также итальянскому языку, чтобы читать в подлиннике Ф. Петрарку и Т. Тассо, знакомых ему только в русских переводах. По совету Дмитриева Борисов написал оду «На кончину императора Александра I», одобренную поэтом, который через попечителя Московского учебного округа А. А. Писарева устроил Борисова в Московскую гимназию для подготовки к университету. Сочинение «Некоторые строфы из торжественной оды в воспоминание учреждения Императорского Московского университета» было напечатано в 1826 году в юбилейном издании университета «Речи и стихи, произнесенные в память незабвенных благотворений…» (отдельный оттиск ― 1826). Оды и басни Борисова выдержаны в архаичной манере, восходящей к «натурфилософской» поэзии Ломоносова:
Познали цель всего творенья,
Планет познали отдаленье,
Измерили и глубь и высь…».
Борисову покровительствовали также П. П. Свиньин и И. М. Снегирёв (отметивший в примечании к «Письму издателю „Отечественных записок“»: «Не менее нравится в юноше-поэте откровенность, светлый взор и невинная доверенность к людям»), которые, как и Дмитриев, возлагали на него большие надежды. Сохранилось свидетельство, что Борисов учился в Московском университете, а к 1832 году исключён из него по неизвестным причинам. Дальнейшая судьба Борисова неизвестна.